# Радиоэлектронная разведка Франции
Радиоэлектронная разведка (фр. Renseignement d'origine électromagnétique) — вид технической разведки, которую использует ряд спецслужб Франции, включая DGSE и DRM. Это одно из основных направлений деятельности DGSE, в котором задействовано 2 тысячи сотрудников при общей их численности 4500.

## Правовая основа
Прослушивание телефонных переговоров во Франции регламентируется законом № 2006-64 от 23 января 2006 года «О борьбе с терроризмом» и законом № 91-646 от 10 июля 1991 года «О тайне корреспонденции, отправляемой через электронные средства связи», с изменениями, внесенными законом № 2004—669 от 9 июля 2004 года в отношении электронных коммуникаций и аудиовизуальных услуг связи. Вышеупомянутый закон 2006 года предоставляет право Вооружённым силам Франции и DGSE вести радиоэлектронную разведку. включая перехват коммуникаций.. Ст. 3 этого закона позволяет, в частности, осуществлять:

Перехват корреспонденции, отправляемой через электронные средства связи, для поиска информации, относящейся к национальной безопасности, сохранения основных элементов научного и экономического потенциала Франции, или предотвращения терроризма, преступности и организованной преступности в соответствии с законом от 10 января 1936 года.

## Frenchelon
Франция располагает собственной глобальной системой радиоэлектронной разведки Frenchelon (аналог англо-саксонской системы Эшелон и советско-российской системы СОУД), которая находится в ведении Генерального директората внешней безопасности (DGSE]) и Управления военной разведки (DRM). Крупнейшая станция системы Frenchelon расположена в Домме, департамент Дордонь, помимо этого, имеется разветвлённая инфраструктура как на территории Франции, так и в её заморских территориях и бывших колониях.
Несмотря на многочисленные публикации в СМИ, официальные власти Франции никогда не подтверждали существование Frenchelon.

## EMERAUDE
Вооружённые силы Франции используют также систему радиоэлектронной разведки EMERAUDE (фр. Ensemble mobile écoute et recherche automatique des émissions), которую часто путают с Frenchelon. Инфраструктура системы EMERAUDE позволяет решать широкий круг задач, выходящих за рамки прослушивания и, в частности, может быть использована в интересах сил гражданской обороны и гражданских или военных властей, ответственных за внутреннюю безопасность. Она может быть использован для перенаправления телефонных звонков в экстренные службы в условиях чрезвычайных ситуаций, стихийных бедствий или перегрузки колл-центров.
EMERAUDE связана со всеми компаниями — телекоммуникационными операторами (включая проводное, беспроводное вещание и радиовещание), как государственными так и частными, ведущими свою деятельность на территории Франции, и может перехватить переговоры любого абонента этих сетей.

## Другие системы
Между двумя турами президентских выборов 2007 года Ф.Баруэн, в то время занимавший должность министра внутренних дел, создал для нужд UCLAT технологическую платформу, которая может обрабатывать 20000 запросов в год. Две трети из этих запросов были сделаны DST и службой разведки.